# ریکی ممفیس
ریکی ممفیس (انگلیسی: Ricky Memphis؛ زادهٔ ۲۹ اوت ۱۹۶۸) با نامِ اصلیِ ریکاردو فورتوناتی (ایتالیایی: Riccardo Fortunati) بازیگر اهل ایتالیا است.
از فیلم‌ها یا سریال‌های تلویزیونی که وی در آن نقش داشته‌است، می‌توان به برداشت نخست خوب، حوزه استحفاظی، اولترا و کاپوت موندی اشاره کرد.